# Timothy Caulfield
Timothy Allen Caulfield (né en 1963) est un Canadien, professeur de droit à l'Université de l'Alberta, ancien directeur de la recherche du Health Law Institute, et actuel détenteur d'une Chaire de Recherche du Canada en Droit et politique de santé,. Il étudie, écrit et donne des conférences à propos d'enjeux juridiques, politiques et éthiques liés à la recherche médicale et sa commercialisation. Il est auteur et éditeur de plusieurs livres, de même que l'hôte d'une série documentaire télévisée examinant des mythes pseudo-scientifiques.

## Jeunesse et éducation
Caulfield a fréquenté l'école secondaire à Edmonton, en Alberta. Il a obtenu un B. Sc. en 1987 et un diplôme en Droit en 1990, à l'Université de l'Alberta. Il a complété une Maîtrise en Droit à l'Université Dalhousie, en 1993. Au Cours de cette période, il a fait partie de deux groupes punk rock et new age, "Citizens" et "Absolute 9".

## Carrière académique
En 1996, Caulfield est devenu professeur adjoint à l'Université de l'Alberta. Après avoir travaillé plusieurs années en tant que professeur associé, il est devenu professeur titulaire en 2004 et enseigne actuellement la biotechnologie. En 1993, il a été nommé Directeur de la Recherche du Health Law Institute de l'Université de l'Alberta, un poste qu'il a occupé jusqu'en 2011. Il dirige aujourd'hui le Health Law and Science Policy Group de la Faculté de Droit. Il est professeur et chercheur principal la Alberta Heritage Foundation for Medical Research et a travaillé au sein de plusieurs comités consultatifs spécialisés en éthique médicale et scientifique, y compris cerlui de la Société Internationale pour la Recherche sur les Cellules Souches.
Caulfield a publié de nombreux articles dans des revues académiques et les médias populaires, sur différents sujets liés à l'éthique et à l'influence de la couverture médiatique sur la recherche médicale,. Il est éditeur pour les publications Health Law Journal et Health Law Review. Il est membre de la Société Royale du Canada, ainsi que de l'Académie Canadienne des Sciences de la Santé, de même que membre du groupe de travail sur la réforme de l'éthique des Instituts de Recherche en Santé. Caulfield a été conférencier d'honneur à l'événement régional Sommet Mondial de la Santé 2017 de la M8 Alliance, tenu à Montréal les 8 et 9 mai 2017, sur le thème de l'impact de la culture populaire sur les habitudes de santé,,.
Caulfield est l'un des porte-paroles de la campagne d'information LaScienceDabord.
Il a été nommé à l'Ordre du Canada en 2022, à la fois pour ses réalisations académiques et ses efforts pour contrer la désinformation.

## Conseils de santé pseudo-scientifiques par les vedettes
Par les plateformes de médias sociaux, des entrevues, ses livres et sa série télévisée, Caulfield s'emploie à discréditer les conseils de santé offerts par des célébrités telles que Miley Cyrus, Kim Kardashian, Madonna, Britney Spears et Gwyneth Paltrow.
Lui-même avide consommateur de nouvelles sur les vedettes, Caulfield s'inquiétait de voir un grand nombre de personnes suivre les conseils de santé dangereux ou inutiles dispensés par des célébrités, tels que les cures de jus. Cette prise de conscience l'a poussé à s'attaquer davantage à la pseudoscience : « Je n'avais pas prévu de devenir une personne qui combat les mythes. Mais dans mon travail sur les politiques concernant les sciences et la santé, je suis devenu de plus en plus frustré de cet écran de faussetés qui existe dans la culture populaire. (...) Il est également devenu de plus en plus clair que cette pseudo-science a un véritable impact ».

### Goop et Gwyneth Paltrow

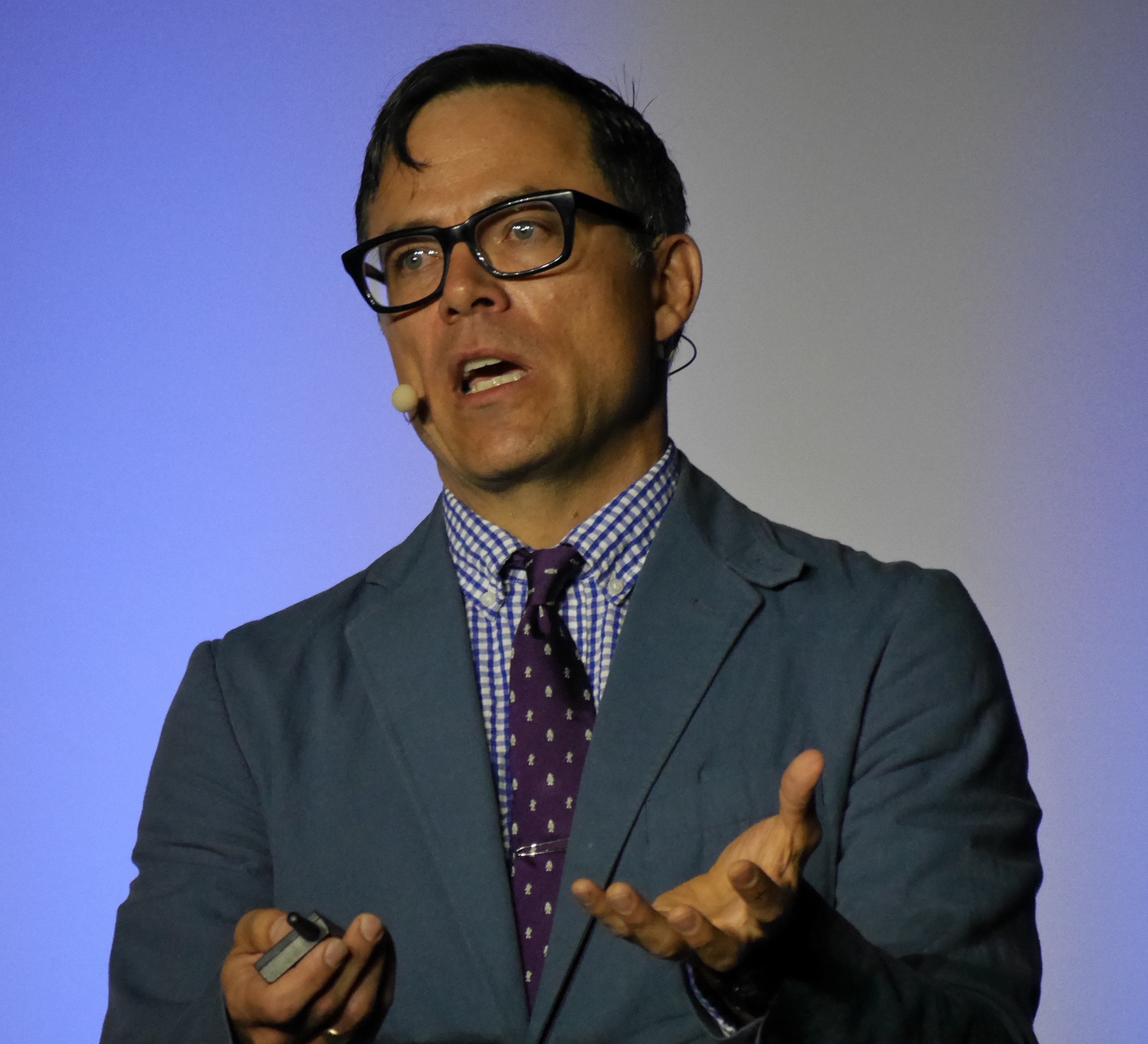
Timothy Caulfield à The Amazing Meeting 2015 (TAM13)

Lorsque Caulfield a publié un livre sur l'impact négatif sur la santé publique de la promotion de traitements douteux par des célébrités, il a choisi le titre "Gwyneth Paltrow a-t-elle toujours tort?" Il suggère une approche critique face à ces allégations: "La vérité est que les gens comme Gwyneth ont une place dans notre vie, en tant qu'artistes. Aussi longtemps que nous ne les voyons pas comme étant des sources d'informations véridiques sur autre chose, ça va”,.
L'ouvrage démystifie les conseils de santé et de beauté offerts par des célébrités. En 2015, le livre a remporté le Prix du meilleur livre, catégorie science et société, de l'Association canadienne des rédacteurs scientifiques.

### Deepak Chopra
Pour Caulfield, le promoteur et praticien de médecines alternatives Deepak Chopra est un exemple de quelqu'un qui utilise la terminologie scientifique pour promouvoir des traitements qui n'ont pas de fondements scientifiques : « [Chropra] légitime des idées qui n'ont aucune base scientifique pour qu'elles aient l'air d'être issues de la science. Ce qu'il dit n'est autre qu'un jargon sans aucun sens ». Les critiques de Caulfield à son égard ont suscité un grand intérêt au mois d'octobre 2016, alors qu'il s'opposait à la participation de Chopra à une conférence sur l'autisme, à Edmonton (Alberta). Il a qualifié Chopra de « grand déséducateur » (the great de-educator), soutenant qu'offrir la parole à Chopra n'était pas utile aux participants. Dans une entrevue avant son discours, Chopra a suggéré aux auditeurs d'ignorer les sceptiques tels que Caulfield, tout en invitant ce dernier à venir écouter son discours. Lorsque Caulfield s'est vu refuser l'accès à la salle par des agents de sécurité de l'hôtel, Chopra a d'abord accusé Caulfield d'avoir inventé l'incident pour se faire de la publicité, puis s'est excusé en découvrant que le service de sécurité de l'hôtel avait cru à tort qu'ils devaient lui refuser l'entrée.

« [Chropra] légitime des idées qui n'ont aucune base scientifique pour qu'elles aient l'air d'être issues de la science. Il est vraiment une fontaine de jargon sans aucun sens. »

— Timothy Caulfield

### Produits de beauté
Caulfield s'en prend également aux allégations sans fondement faites par les fabricants de produits de beauté, ainsi que les détaillants et les professionnels de la santé qui incitent leurs clients à les acheter.

« Faites de l'exercice. Mangez beaucoup de fruits et légumes. Dormez. Ne fumez pas. »

— Timothy Caulfield
Caulfield a fidèlement suivi pendant une année un ensemble de traitements dispendieux spécifiquement recommandés par un dermatologue. L'expérience a pris fin quand un autre dermatologue, utilisant les mêmes appareils et techniques que le premier, a estimé que l'état de la peau ne s'était nullement amélioré, proposant un traitement correctif de 500 $. « Nous devons toujours porter un regard critique sur les affirmations de l'industrie de la beauté. Des phrases comme “cliniquement prouvé” ou “approuvé par des dermatologues” ont peu de sens, car ils peuvent vouloir dire à peu près n'importe quoi »,.
Il s'est également dit sceptique des nutricosmétiques (des suppléments alimentaires), soulignant que leurs soi-disant effets ne sont pas étayées par des essais cliniques.
Caulfield se désole du comportement des consommateurs, dont la réaction au manque de résultats de ce type de produits est d'en utiliser davantage, au lieu de conclure à leur inefficacité. Plutôt que dépenser des milliers de dollars à acheter des produits de beauté, Caulfield suggère que les gens devraient "faire de l'exercice, mangez beaucoup de fruits et de légumes, dormir, ne pas fumer."

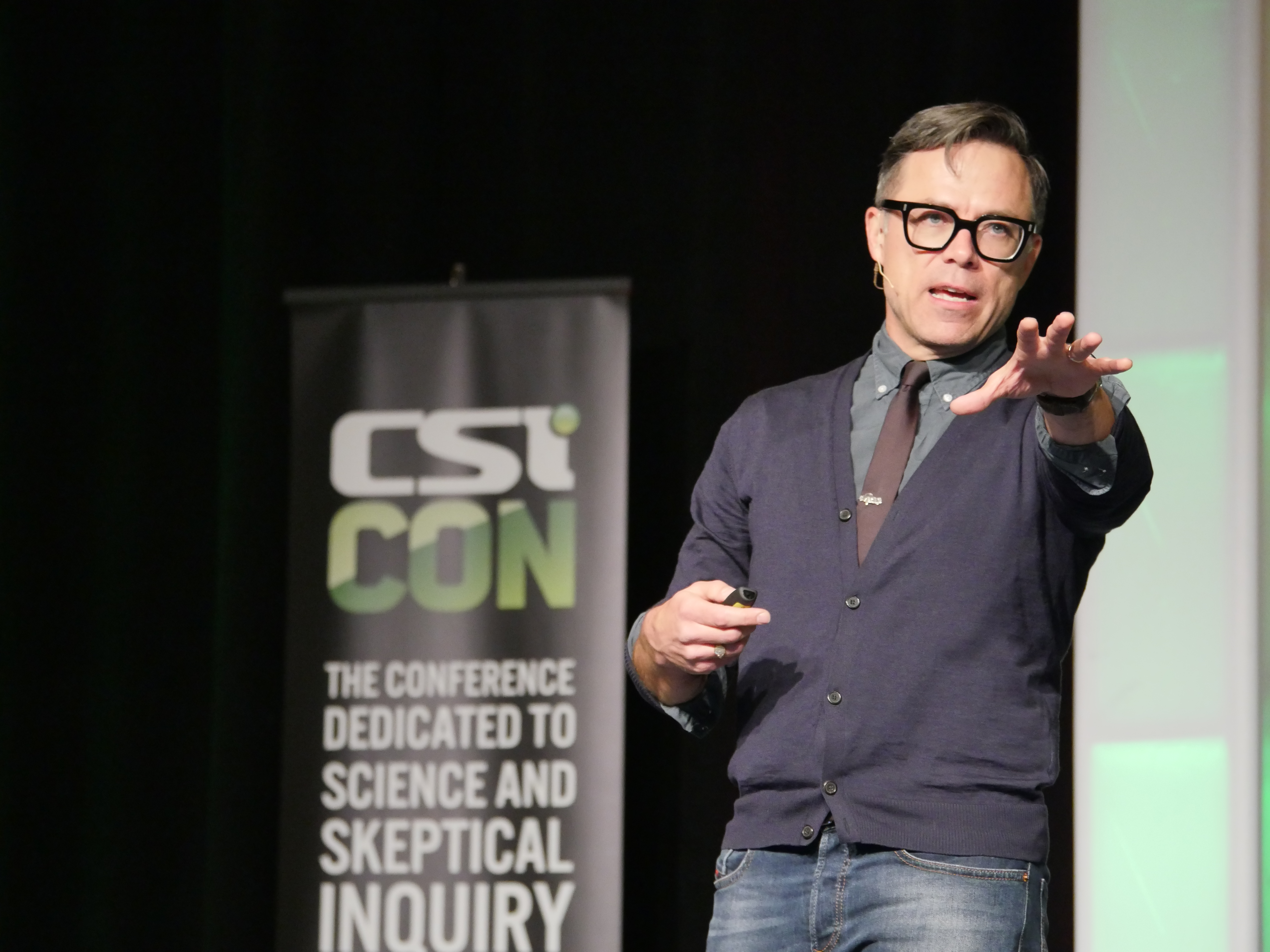
Conférence de Caulfield à CSICon (Las Vegas) en 2018

### "Scienceploitation" et tourisme de cellules souches
Caulfield estime que les professionnels de la santé ont la responsabilité de décrire correctement les avantages potentiels de nouveaux traitements qui n'ont pas encore fait leurs preuves, dans des domaines qui ont un grand potentiel à long terme. Les traitements de cellules souches, en particulier, sont parfois frauduleusement présentés comme étant des remèdes miracles très coûteux pour une foule de problèmes, dont l'autisme, la maladie de Lou Gehrig et la paralysie cérébrale, une pratique que Caulfield appelle « scienceploitation ». Ces traitements sont souvent disponibles dans des cliniques profitant du laxisme réglementaires de certains pays, d'où le terme « tourisme de cellules souches »,.
En plus de la malhonnêteté de certains, le phénomène est amplifié par les médias, qui dépeignent souvent des traitements dénués d'efficacité comme une source d'espoir pour les patients. Également, les chercheurs font face à des pressions pour présenter leurs travaux de recherche comme étant plus avancés qu'ils ne le sont réellement et pour répondre aux impératifs de la commercialisation,,,.

## Livres et ouvrages collectifs
Caulfield a édité plusieurs ouvrages de référence sur l'éthique en recherche médicale. Au cours de la dernière décennie, il a également écrit des livres jetant un regard critique sur la pseudoscience. Dans The Cure for Everything, a présenté de l'information scientifique sur des traitements mis en vedette par les reportages dans les médias.  Is Gwyneth Paltrow Wrong About Everything ? s'attaque au marketing de traitements à l'efficacité douteuse par des célébrités et de leurs effets sur la santé publique, alors que The Vaccination Picture examine les mythes propagés contre les vaccins.
| Année | Titre                                                                                           | Notes |
| ----- | ----------------------------------------------------------------------------------------------- | --- |
| 1997  | Legal Rights and Human Genetic Material                                                         | Éditeur, avec Maria Knoppers et T. Douglas Kinsella.                                                            |
| 1999  | The Commercialization of Genetic Research: Ethical, Legal, and Policy Issues                    | Éditeur, avec Bryn Williams-Jones.                                                                              |
| 2002  | Health Care Reform & the Law in Canada: Meeting the Challenge                                   | Éditeur, avec Barbara Von Tigerstrom.                                                                           |
| 2008  | Imagining science: Art, Science and Social Change                                               | Éditeur, avec Sean Caulfield.                                                                                   |
| 2008  | Public Health Law and Policy in Canada, 2e édition                                              | Éditeur, avec Nola Ries et Tracey Bailey.                                                                       |
| 2011  | Canadian Health Law and Policy, 4e édition                                                      | Éditeur, avec Jocelyn Downie et Coleen M. Inondation.                                                           |
| 2011  | Perceptions of Promise: Biotechnology, Society and Art                                          | Éditeur, avec Sean Caulfield et Curtis Gillespie.                                                               |
| 2012  | The cure for everything! : untangling the twisted messages about health, fitness, and happiness | |
| 2013  | Public Health Law & Policy in Canada, 3e édition                                                | Éditeur, avec Nola Ries et Tracey Bailey.                                                                       |
| 2015  | Is Gwyneth Paltrow Wrong About Everything?: When Celebrity Culture and Science Clash            | Prix du meilleur livre 2015, catégorie science et société, Association canadienne des rédacteurs scientifiques. |
| 2017  | The Vaccination Picture                                                                         | La réfutation de la rhétorique anti-vaccins.                                                                    |